# Tapete microbiano

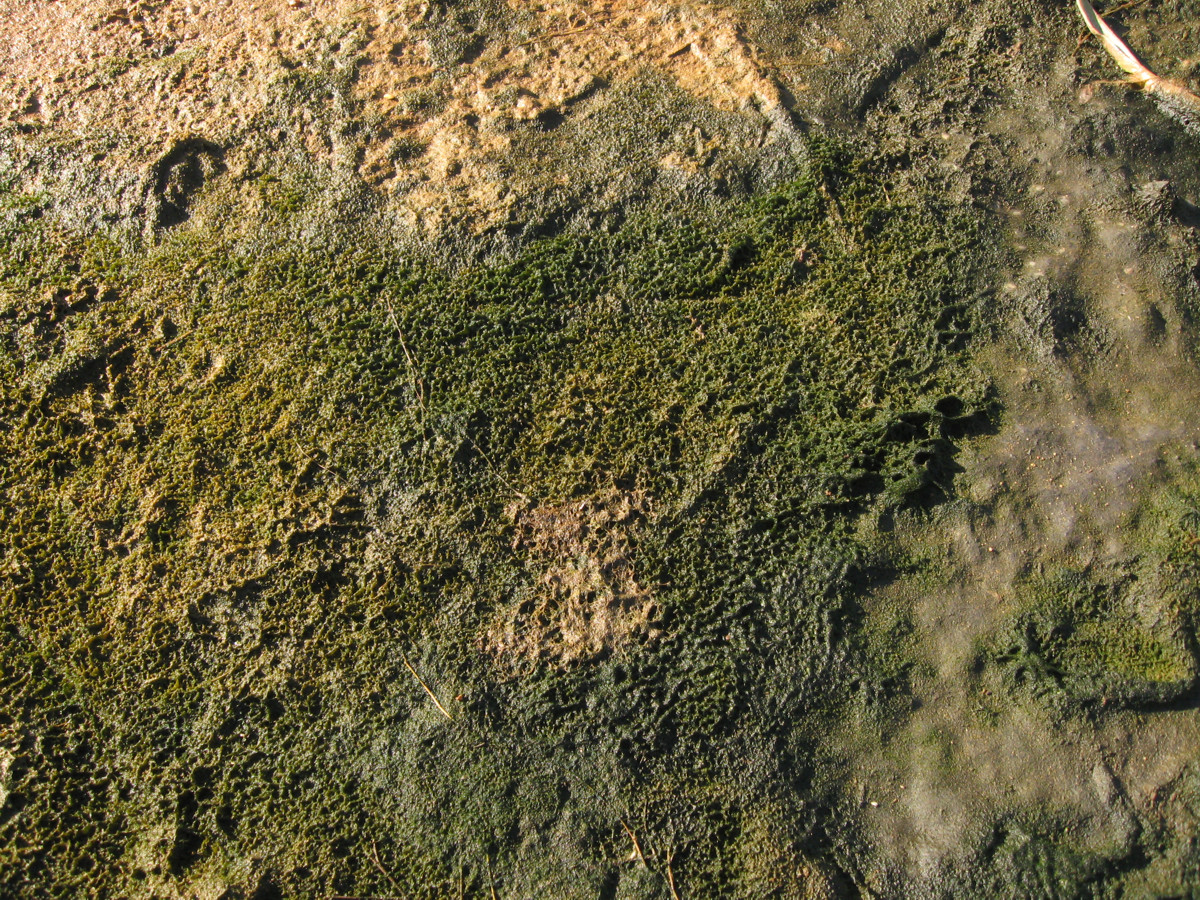
Tapete de cianobactérias e algas numa poça salgada nas margens do Mar Branco.

Tapete microbiano (ou esteira microbiana; em inglês: microbial mat) é a designação dada em ecologia e nas ciências biológicas às estruturas, muitas vezes de grande extensão, formadas pela presença de múltiplas camadas de microrganismos, maioritariamente bactérias e arqueas, que criam um recobrimento contínuo, geralmente viscoso, sobre os materiais geológicos e biológicos. Os tapetes microbianos instalam-se na interface entre diferentes tipos de material, em geral em áreas submersas ou sobre superfícies húmidas, mas podem ocorrer em outros ambiente, sendo conhecidos alguns que sobrevivem em desertos. Os tapetes microbianos ocorrem em habitats com temperaturas ambientes entre –40 °C e 120 °C, alguns formando-se como endossimbiontes de animais.
A capacidade de se aderir à superfícies e iniciar um crescimento em comunidade garante aos microrganismos diversas vantagens contra fatores abióticos e estressantes. O crescimento e desenvolvimento dos biofilmes em multicamadas laminadas leva à formação de microgradientes ambientais como resultado do metabolismo microbiano. A alta estabilidade dessas comunidades, porém com flexibilidade suficiente para garantir a adaptação às mudanças ambientais, garante sua sobrevivência e permanência em ambientes extremos como lagoas hipersalinas, fontes hidrotermais ou fontes sulfurosas. Essas características foram importantes também no passado, uma vez que registros fósseis revelam uma grande abundância dessas estruturas na era Proterozoica (2.5 a 0.7 Ga), sendo os mais antigos datados de 3.7 e 3.4 Ga no oeste da Austrália e África do sul, respectivamente.
Os tapetes microbianos intervieram na biogeoquímica global, uma vez que antes do surgimento da fotossíntese oxigênica a produtividade da biosfera era inteiramente baseada no poder redutor de fontes geológicas. Com o passar do tempo, a maior parte do poder redutor disponível para microrganismos não-fotossintetizantes era obtido através da associação física com comunidades de cianobactérias, onde a produção de CO, H2 e CH4  (estimulada pela concentração aumentada de H2) afetou fortemente o microambiente alterando a termodinâmica do metabolismo microbiano.
Semelhante aos tapetes microbianos contemporâneos, os estromatólitos são estruturas organo-sedimentares produzidas pelo aprisionamento, ligação e/ou precipitação de sedimentos resultantes da atividade metabólica e crescimento de microrganismos. Com fósseis antigos altamente conservados datando até 3.5 Ga, os estromatólitos carregam detalhes que auxiliam no entendimento do ambiente na terra primordial.
O interesse no estudo dos tapetes microbianos não se restringe apenas a paleobiologia, tendo cativado pesquisadores devido a sua possível aplicação biotecnológica. Muitos dos ambientes de desenvolvimento dessas esteiras microbianas são considerados extremos, portanto os organismos que ali habitam possuem metabolismo especializado que permitem seu desenvolvimento nessas condições, desse modo, sendo ótimos candidatos para o descobrimento de enzimas com aplicabilidades industriais. Um importante exemplo de enzima descoberta pelo estudo de microrganismos termófilos é a Taq polimerase, que revolucionou a área da biologia molecular após seu descobrimento em 1969.

## Estrutura e Desenvolvimento

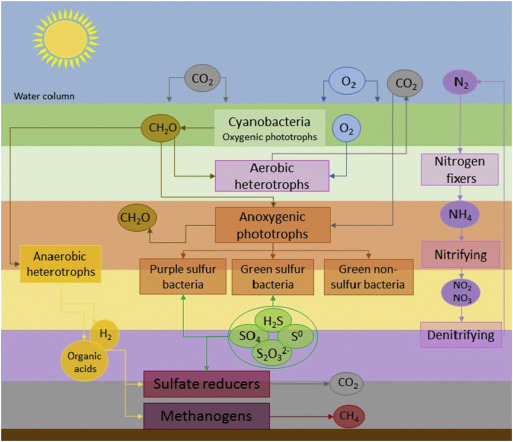
Structure and metabolism overview of photosynthetic mats

As esteiras microbianas são comunidades bentônicas verticalmente estratificada de microrganismos que se desenvolvem em uma matriz orgânica podendo conter minerais variados, como silicatos e carbonatos. Apesar de sua grande maioria ser autotrófica, microrganismos fototróficos como cianobactérias oxigênicas estão associadas a essas estruturas. Os tapetes microbianos são importantes para a terraformação devido a estabilização da superfície do sedimento e aumento do seu limiar de erosão, onde aqueles presentes em áreas costeiras afetam a morfodinâmica local servindo como barreira contra o aumento do nível do mar.
Sua típica estrutura multilaminar é formada em consequência dos gradientes físico-químicos gerados e mantidos pela atividade metabólica dos microrganismos que o habitam, formando microambientes que acomodam diferentes grupos funcionais. A presença de diferentes espécies de microrganismos cria uma comunidade sintrófica onde a matéria orgânica produzida pela produção primária se torna a base da cadeia alimentar. Tapetes microbianos fototróficos, por exemplo, são constituídos por cianobactérias e alguns eucariontes que usam a luz como fonte de energia e a água como fonte de elétrons para realizar a fixação de CO2. Na ausência de luz, as cianobactérias e algas realizam a respiração utilizando suas reservas de carbono endógenas, esgotando o oxigênio local. A degradação dessas reservas de carbono por fermentação resulta na produção de ácidos orgânicos e álcoois de baixo peso molecular que são oxidados por bactérias metanogênicas e redutoras de sulfato produzindo CH4 e sulfeto, respectivamente. O sulfeto, por sua vez, pode ser reoxidado para sulfato por bactérias oxidantes de sulfeto.
A formação dessas comunidades microbianas é iniciada pela colonização da superfície por cianobactérias que se estabelecem e modificam o microambiente para posterior colonização por bactérias especializadas com demandas ambientais específicas. Outra característica importante do tapete microbiano é o dinamismo, no qual os microrganismos são capazes de se movimentar alterando e adaptando sua posição no tapete de acordo com as demandas metabólicas e encontrando condições ambientais favoráveis, como intensidade luminosa e potencial redox.

## Fluxos Gasosos

Aumento na concentração de O_{2} na atmosfera terrestre. As linhas vermelha e verde representam a faixa das estimativas, enquanto o tempo é medido em bilhões de anos atrás (Ga).

Os microrganismos presentes nos tapetes microbianos apresentam intensa produção de gases reduzidos, como CH4, H2 e CO. Esses fluxos gasosos tiveram sua importância em processos biogeoquímicos na Terra há 2 bilhões de anos, uma vez que grandes fluxos de H2 poderiam, com subsequente fuga para o espaço, representar um mecanismo potencialmente importante para a oxidação dos oceanos e da atmosfera primitiva. A formação de H2 ocorre durante processos de degradação anaeróbica fermentativa da matéria orgânica ou como subproduto da atividade da nitrogenase, podendo ser produzido também por bactérias fotossintéticas em excesso de energia e poder redutor. H2 é uma fonte de energia que prontamente reage com O2 ou atua como doador de elétrons na redução de sulfato e na metanogênese, sendo consumido em processos de mineralização anaeróbico. A produção de H2 permite a transferência eficiente de hidrogênio entre diferentes espécies de microrganismos estabelecendo processos sintróficos, como os descritos a cima, que separadamente seriam energeticamente desfavoráveis. 
O aparecimento de organismos fotossintetizantes oxigênicos na Terra aumentou a produtividade biológica afetando a evolução geoquímica e biológica, permitindo o desenvolvimento de organismos multicelulares complexos. Grande parte dessa produção ocorreu nas esteiras microbianas, que abrigam uma rica diversidade de microrganismos aeróbios e anaeróbios. O desenvolvimento da vida multicelular complexa como conhecemos hoje só foi possível após o Grande Evento de Oxigenação (GOE) que aumentou drasticamente os níveis de oxigênio na atmosfera. Atualmente, o oxigênio molecular (O2) representa certa de 20.9% do volume da atmosfera, sendo muito superior em comparação à terra primordial, que possuía valor de <10-12 vezes o do nível da atmosfera presente. A habilidade fotossintetizante de cianobactérias presentes em esteiras microbianas no passado mudou a condição redox da superfície do planeta. 

## Estromatólitos

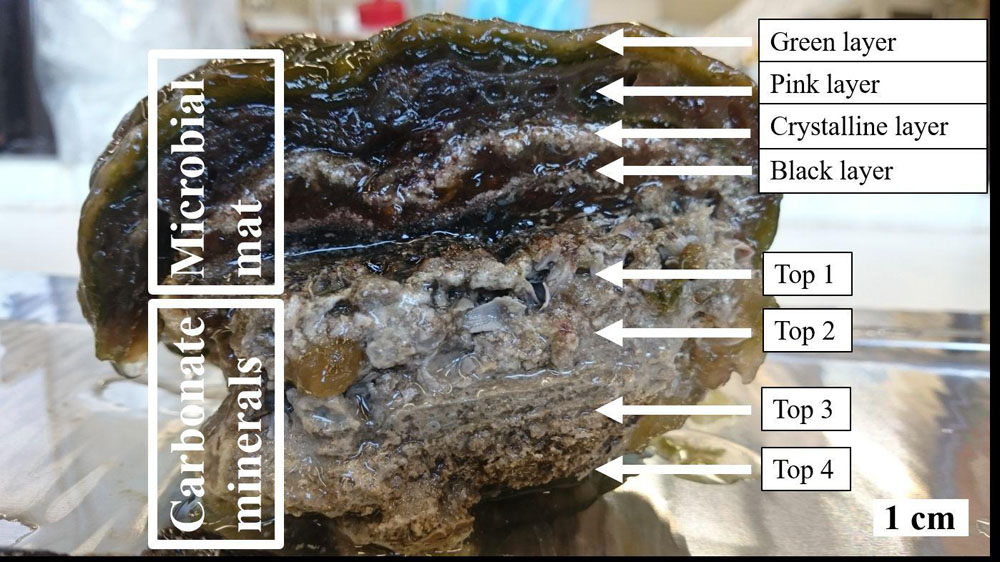
Estrutura dos estromatólitos

Estruturas biossedimentares laminadas, os estromatólitos são considerados fósseis vivos criados principalmente por microrganismos fotossintéticos como cianobactérias, bactérias redutoras de sulfato e pseudomonadota. Apesar de primitivos e simples, os estromatólitos são estruturas complexas e versáteis que carregam informações geológicas, biológicas e astronômicas que abrangem até 3.5 bilhões de anos . 
Sua formação se inicia com o estabelecimento de tapetes microbianos, sendo a superfície onde os microrganismos crescem, metabolizam e se multiplicam levando ao aprisionamento, ligação e/ou precipitação de sedimentos resultantes da atividade metabólica, formando estruturas que estão sujeitas a posteriores degradações por processos biológicos, erosões, diagêneses, compactações ou tectonismos. São formados majoritariamente por cianobactérias a partir da constante precipitação de carbonato de cálcio, criando camadas conforme migram para o topo para ajustar seu metabolismo conforme as demandas ambientais. No entanto, nem todos os microrganismos dos tapetes microbianos são responsáveis pela formação dos estromatólitos, mas alguns também por sua degradação através da destruição endolítica.
O ápice da produção de estromatólitos ocorreu na era Proterozoica, diminuindo drasticamente no período Cambriano devido a ocorrência de metazoários herbívoros que exerceram pressão trófica sobre os tapetes microbianos. Além disso, a diminuição da saturação de carbonato na água do mar, bem como ecossistemas cada vez mais complexos com diversificação de nichos e competição eucariótica impactaram a abundância dos estromatólitos após o período Mesoproterozóico. Os raros estromatólitos atuais apresentam comunidades microbianas ativas em ambientes frequentemente caracterizados por alta salinidade que protege os biofilmes dos animais e perturbação contínua de sedimentos.

## Aplicações Biotecnológicas

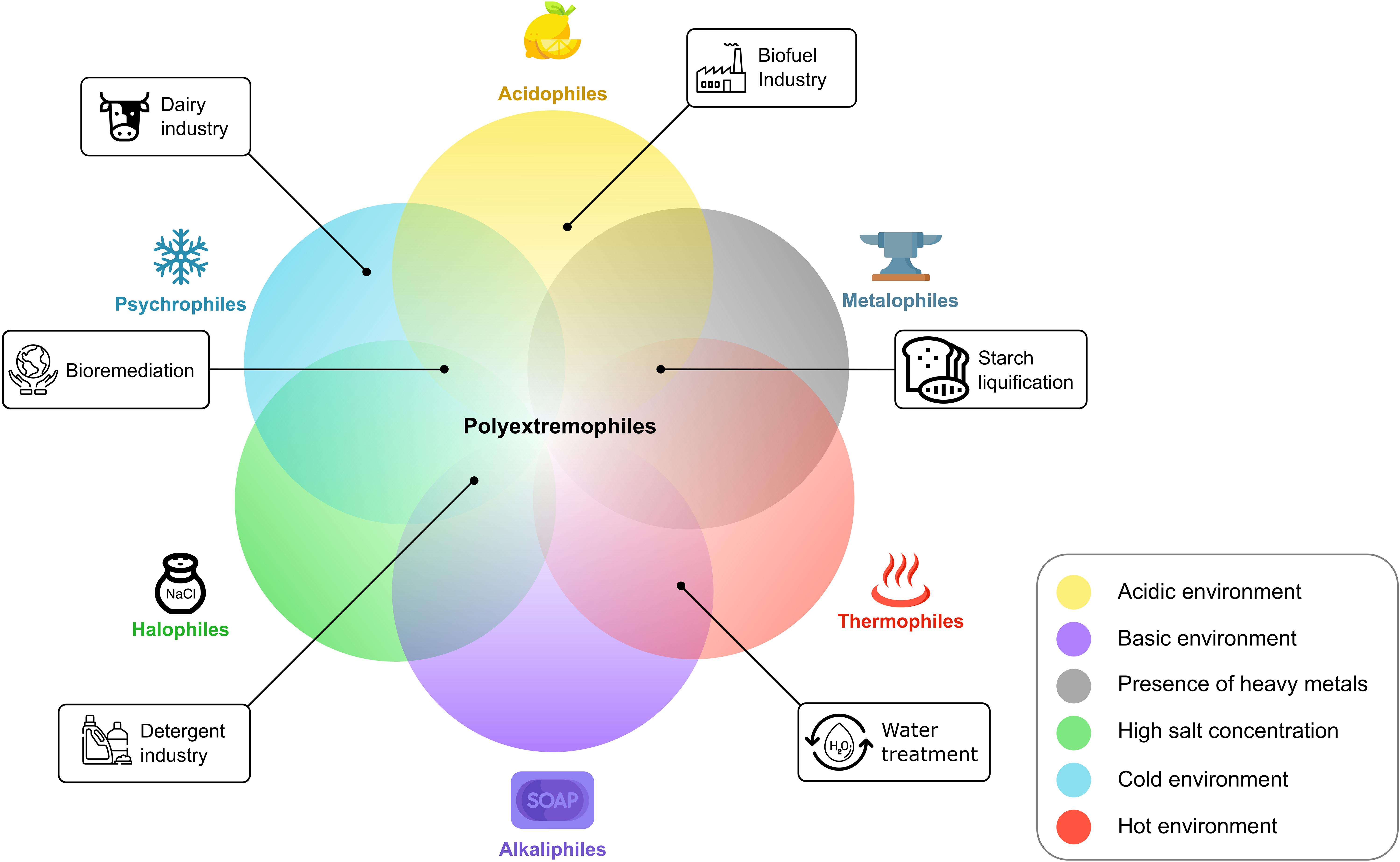
Aplicações de extremófilos na biotecnologia

O estabelecimento e prevalência de esteiras microbianas em ambientes extremos depende da capacidade que os microrganismos, nomeados extremófilos, desenvolveram para suportar condições consideradas próximas aos limites da vida. Por esse motivo, sua maquinaria enzimática e produtos do metabolismo secundário despertam interesse para possíveis aplicações industriais e medicinais. Conforme citado anteriormente, o descobrimento da Taq polimerase, enzima termoestável isolada do microrganismo termófilo Thermus aquaticus encontrado em fontes hidrotermais, revolucionou o campo da biologia molecular através da técnica de Reação em Cadeia de Polimerase (PCR).
Além desta, outras enzimas capazes de degradas a parede celular de plantas como a Xylanase isolada de Thermus brockianus e Thermus thermarum, Mananase de Bacillus halodurans, Pectinase de Caldicelluloseruptor bescii e Quitinase de Paenibacillus sp., foram recentemente descobertas, sendo fortes candidatos para processos de biorefinarias, biobranqueamento de polpas de celulose e produção de açúcares fermentáveis. 
Com relação à medicina, compostos e subprodutos do metabolismo de microrganismos termófilos tem demonstrado atividade de quorum quenching, atividade antimicrobiana contra bactérias gram-negativas e gram-positivas, antiviral contra HIV e antitumoral contra células de linhagem P388 (linfoma). Não exclusivo de microrganismos termófilos, microrganismos psicrófilos, acidófilos, barófilos e radiófilos também se mostraram relevantes no estudo para as aplicações descritas.